# Serra del Cortal
La Serra del Cortal és una serra situada al municipi de Vilallonga de Ter a la comarca del Ripollès, amb una elevació màxima de 1.659 metres.